# Leung Chu Yan
Leung Chu Yan (柱恩 梁 - 21 april 1979) is een Hongkongs professioneel tafeltennisspeler.
Chu Yan bereikte samen met zijn landgenoot Cheung Yuk zowel in 2001 als 2003 de finale van de ITTF Pro Tour Grand Finals dubbelspel, maar moest beide keren genoegen nemen met zilver. Met de nationale ploeg van Hongkong was hij in 2007 tevens verliezend finalist op de WTC-World Team Cup. Chu Yan bereikte in februari 2005 zijn hoogste positie op de ITTF-wereldranglijst, toen hij zestiende stond.

## Sportieve loopbaan
Leung Chu Yan maakte zijn internationale (senioren)debuut in 1996, toen hij deelnam aan de Azië Cup en de Aziatische kampioenschappen. Op dat laatste toernooi plaatste hij zich samen met Yuk zowel in 2000 als 2003 voor de finale in het mannendubbel. Beide keren gingen ze naar huis met zilver, omdat eerst Chang Yen-shu en Chiang Peng-lung de titel grepen en drie jaar later Ko Lai Chak en Li Ning de eindstrijd wonnen.
Het bleken niet de enige grote finales waarin Chu Yan naast de titel greep. Met Yuk aan zijn zijde bereikte hij zowel in 2001 als 2003 de finale van de ITTF Pro Tour Grand Finals, maar moest wederom twee keer genoegen nemen met de tweede plaats. Ditmaal waren in eerste instantie de Zuid-Koreanen Kim Taek-soo en Oh Sang-eun de betere en twee jaar later het Chinese koppel Ma Lin/Chen Qi. Chu Yan trof beide Chinezen in 2007 wederom in de finale van de WTC-World Team Cup, waar deze versterking kregen van Wang Liqin en Wang Hao. Opnieuw sloot hij een van 's werelds grootste toernooien af met een tweede plaats.
Chu Yan vertegenwoordigde zijn land op de Olympische Zomerspelen van 2000 en 2004. in Athene behaalde hij zijn beste prestatie door in het enkelspel tot de kwartfinale te komen.  Hij speelde in clubverband competitie voor onder meer de Duitse Bundesliga-clubs TTF Liebherr Ochsenhausen en SV Plüderhausen.

## Erelijst
Belangrijkste resultaten:
- Verliezend finalist WTC-World Team Cup 2007 (met Hongkong)
- Brons landentoernooi wereldkampioenschappen 2006 en 2008 (met Hongkong)
- Kwartfinale dubbelspel wereldkampioenschappen 1999, 2003 en 2005
- Kwartfinale gemengd dubbel wereldkampioenschappen 2007
- Laatste zestien enkelspel wereldkampioenschappen 2007
- Laatste zestien dubbelspel Olympische Zomerspelen 2000 en 2004
- Verliezend finalist dubbelspel Aziatische kampioenschappen 2000 en 2003 (beide met Cheung Yuk)

ITTF Pro Tour:
Enkelspel:
- Verliezend finalist Denemarken Open 2004

Dubbelspel:
- Verliezend finalist ITTF Pro Tour Grand Finals 2001 en 2003 (beide met Cheung Yuk)
- Winnaar Oostenrijk Open 2002 (met Cheung Yuk)
- Winnaar Denemarken Open 2004 (met Petr Korbel)
- Winnaar Korea Open 2006 (met Cheung Yuk)